# Така (Хьоґо)

35°3′1″ пн. ш. 134°55′24″ сх. д. / 35.05028° пн. ш. 134.92333° сх. д.
Така (яп. 多可町) — містечко в Японії, в повіті Така префектури Хьоґо.